# Prahova megye községeinek listája

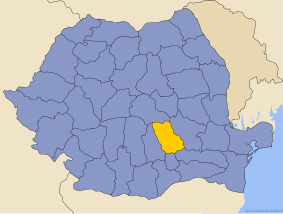
Prahova megye elhelyezkedése Romániában

Ez a lista  Prahova megye községeit sorolja fel ábécésorrendben.
| Név                  | Terület (km²) | Lakosság 2011-ben (fő) | Községközpont        | Beosztott falvak |
| -------------------- | ------------- | ---------------------- | -------------------- | --- |
| Adunați              | 22,70         | 2104                   | Adunați              | Ocina de Jos, Ocina de Sus |
| Albești-Paleologu    | 47,28         | 5683                   | Albești-Paleologu    | Albești-Muru, Cioceni, Vadu Părului |
| Aluniș               | 26,78         | 3661                   | Aluniș               | Ostrovu |
| Apostolache          | 20,27         | 2164                   | Apostolache          | Buzota, Mârlogea, Udrești, Valea Cricovului |
| Ariceștii Rahtivani  | 81,33         | 8704                   | Ariceștii Rahtivani  | Buda, Nedelea, Stoenești, Târgșoru Nou |
| Ariceștii Zeletin    | 20,86         | 1224                   | Ariceștii Zeletin    | Albinari |
| Baba Ana             | 83,28         | 3894                   | Baba Ana             | Cireșanu, Conduratu, Crângurile, Satu Nou |
| Balta Doamnei        | 33,70         | 2652                   | Balta Doamnei        | Bâra, Curcubeu, Lacu Turcului |
| Bălțești             | 36,92         | 3434                   | Bălțești             | Izești, Podenii Vechi |
| Bănești              | 21,56         | 5240                   | Bănești              | Urleta |
| Bărcănești           | 37,25         | 9384                   | Bărcănești           | Ghighiu, Pușcași, Românești, Tătărani |
| Bătrâni              | 46,33         | 2147                   | Bătrâni              | Poiana Mare |
| Berceni              | 31,02         | 6186                   | Berceni              | Cartierul Dâmbu, Cătunu, Corlătești, Moara Nouă |
| Bertea               | 34,60         | 3239                   | Bertea               | Lutu Roșu |
| Blejoi               | 20,24         | 8575                   | Blejoi               | Ploieștiori, Țânțăreni |
| Boldești-Grădiștea   | 39,39         | 1817                   | Boldești             | Grădiștea |
| Brazi                | 45,47         | 8094                   | Brazii de Sus        | Bătești, Brazii de Jos, Negoiești, Popești, Stejaru |
| Brebu                | 58,52         | 7103                   | Brebu Mânăstirei     | Brebu Megieșesc, Pietriceaua, Podu Cheii |
| Bucov                | 50,59         | 10388                  | Bucov                | Bighilin, Chițorani, Pleașa, Valea Orlei |
| Călugăreni           | 19,92         | 1279                   | Călugăreni           | Valea Scheilor |
| Cărbunești           | 21,18         | 1642                   | Cărbunești           | Gogeasca |
| Ceptura              | 47,05         | 4717                   | Ceptura de Jos       | Ceptura de Sus, Malu Roșu, Rotari, Șoimești |
| Cerașu               | 120,70        | 4628                   | Cerașu               | Slon, Valea Borului, Valea Brădetului, Valea Lespezii, Valea Tocii                                                                                        |
| Chiojdeanca          | 31,48         | 1728                   | Chiojdeanca          | Nucet, Trenu |
| Ciorani              | 80,46         | 6720                   | Cioranii de Jos      | Cioranii de Sus |
| Cocorăștii Colț      | ?             | 2837                   | Cocorăștii Colț      | Cheșnoiu, Cocorăștii Grind, Colțu de Jos, Ghioldum, Perșunari, Piatra, Satu de Sus                                                                        |
| Cocorăștii Mislii    | 34,39         | 3229                   | Cocorăștii Mislii    | Goruna, Țipărești |
| Colceag              | 58,05         | 5103                   | Colceag              | Inotești, Parepa-Rușani, Vâlcelele |
| Cornu                | 20            | 4516                   | Cornu de Jos         | Cornu de Sus, Valea Oprii |
| Cosminele            | 25,05         | 1068                   | Cosmina de Jos       | Cosmina de Sus, Drăghicești, Poiana Trestiei |
| Drăgănești           | 87,61         | 4941                   | Drăgănești           | Bărăitaru, Belciug, Cornu de Jos, Hătcărău, Meri, Tufani                                                                                                  |
| Drajna               | 54,17         | 5168                   | Drajna de Sus        | Cătunu, Ciocrac, Drajna de Jos, Făget, Ogretin, Piatra, Pițigoi, Plai, Podurile, Poiana Mierlei                                                           |
| Dumbrava             | 63,56         | 4505                   | Dumbrava             | Ciupelnița, Cornu de Sus, Trestienii de Jos, Trestienii de Sus, Zănoaga                                                                                   |
| Dumbrăvești          | 25,78         | 3537                   | Dumbrăvești          | Găvănel, Mălăeștii de Jos, Mălăeștii de Sus, Plopeni, Sfârleanca                                                                                          |
| Fântânele            | 20,57         | 1953                   | Fântânele            | Bozieni |
| Filipeștii de Pădure | 48,80         | 10358                  | Filipeștii de Pădure | Dițești, Minieri, Siliștea Dealului |
| Filipeștii de Târg   | 35,26         | 7689                   | Filipeștii de Târg   | Brătășanca, Ezeni, Mărginenii de Jos, Ungureni |
| Florești             | 29,63         | 6993                   | Florești             | Cap Roșu, Călinești, Cătina, Novăcești |
| Fulga                | 74,45         | 3482                   | Fulga de Jos         | Fulga de Sus |
| Gherghița            | 25,60         | 1977                   | Gherghița            | Independența, Malamuc, Ungureni |
| Gorgota              | 32,55         | 5207                   | Gorgota              | Crivina, Fânari, Poienarii Apostoli, Potigrafu |
| Gornet               | 21,30         | 2928                   | Gornet               | Bogdănești, Cuib, Nucet |
| Gornet-Cricov        | 27,94         | 2318                   | Gornet-Cricov        | Coșerele, Dobrota, Priseaca, Țărculești, Valea Seacă |
| Gura Vadului         | 35,73         | 2285                   | Gura Vadului         | Perșunari, Tohani |
| Gura Vitioarei       | 33,06         | 6003                   | Gura Vitioarei       | Bughea de Jos, Făgetu, Fundeni, Poiana Copăceni |
| Iordăcheanu          | 54,92         | 5150                   | Iordăcheanu          | Mocești, Plavia, Străoști, Valea Cucului, Vărbila |
| Izvoarele            | 75,01         | 6577                   | Izvoarele            | Cernești, Chirițești, Homorâciu, Malu Vânăt, Schiulești                                                                                                   |
| Jugureni             | 26,85         | 613                    | Jugureni             | Boboci, Marginea Pădurii, Valea Unghiului |
| Lapoș                | 29,67         | 1229                   | Lapoș                | Glod, Lăpoșel, Pietricica |
| Lipănești            | 18,06         | 5308                   | Lipănești            | Satu Nou, Șipotu, Zamfira |
| Măgurele             | 27,47         | 4749                   | Măgurele             | Coada Malului, Iazu |
| Măgureni             | 48,01         | 5777                   | Măgureni             | Cocorăștii Caplii, Lunca Prahovei |
| Măneciu              | 236,43        | 10331                  | Măneciu-Ungureni     | Cheia, Chiciureni, Costeni, Făcăieni, Gheaba, Măneciu-Pământeni, Mânăstirea Suzana, Plăiețu                                                               |
| Mănești              | 48,35         | 3994                   | Mănești              | Băltița, Coada Izvorului, Gura Crivățului, Zalhanaua |
| Olari                | 18,31         | 2146                   | Olari                | Fânari, Olarii Vechi |
| Păcureți             | 27,29         | 2149                   | Păcureți             | Bărzila, Curmătura, Matița, Slavu |
| Păulești             | 55,27         | 5886                   | Păulești             | Cocoșești, Găgeni, Păuleștii Noi |
| Plopu                | 45,37         | 2359                   | Plopu                | Gâlmeia, Hârsa, Nisipoasa |
| Podenii Noi          | 37,57         | 4860                   | Podenii Noi          | Ghiocel, Mehedința, Nevesteasca, Podu lui Galben, Popești, Rahova, Sălcioara, Sfăcăru, Valea Dulce                                                        |
| Poiana Câmpina       | 15,41         | 4746                   | Poiana Câmpina       | Bobolia, Pietrișu, Răgman |
| Poienarii Burchii    | 49,07         | 5163                   | Poienarii Burchii    | Cărbunari, Ologeni, Piorești, Podu Văleni, Poienarii-Rali, Poienarii Vechi, Tătărăi                                                                       |
| Posești              | 55,22         | 3990                   | Poseștii-Pământeni   | Bodești, Merdeala, Nucșoara de Jos, Nucșoara de Sus, Poseștii-Ungureni, Târlești, Valea Plopului, Valea Screzii, Valea Stupinii                           |
| Predeal-Sărari       | 24,45         | 2337                   | Predeal              | Bobicești, Poienile, Sărari, Sărățel, Tulburea, Tulburea-Văleni, Vitioara de Sus, Zâmbroaia                                                               |
| Provița de Jos       | 25,28         | 2264                   | Provița de Jos       | Drăgăneasa, Piatra |
| Provița de Sus       | 19,52         | 2042                   | Provița de Sus       | Izvoru, Plaiu, Valea Bradului |
| Puchenii Mari        | 54,92         | 8825                   | Puchenii Mari        | Miroslăvești, Moara, Odăile, Pietroșani, Puchenii Mici, Puchenii-Moșneni                                                                                  |
| Râfov                | 41,77         | 5297                   | Râfov                | Antofiloaia, Buchilași, Buda, Goga, Mălăiești, Moara Domnească, Palanca, Sicrita                                                                          |
| Salcia               | 21,56         | 1171                   | Salcia               | – |
| Sălciile             | 39,80         | 1945                   | Sălciile             | – |
| Sângeru              | 39,90         | 5449                   | Sângeru              | Butuci, Mireșu Mare, Mireșu Mic, Piatra Mică, Tisa |
| Scorțeni             | 39,90         | 5634                   | Scorțeni             | Bordenii Mari, Bordenii Mici, Mislea, Sârca |
| Secăria              | 46,27         | 1243                   | Secăria              | – |
| Starchiojd           | 83,04         | 3770                   | Starchiojd           | Brădet, Gresia, Rotarea, Valea Anei, Zmeuret |
| Surani               | 15,95         | 1655                   | Surani               | Păcuri |
| Șirna                | 50,11         | 4935                   | Șirna                | Brătești, Coceana, Hăbud, Tăriceni, Varnița |
| Șoimari              | 38,32         | 3026                   | Șoimari              | Lopatnița, Măgura |
| Șotrile              | 29,41         | 3328                   | Șotrile              | Lunca Mare, Plaiu Câmpinei, Plaiu Cornului, Seciuri, Vistieru                                                                                             |
| Ștefești             | 44,57         | 2137                   | Ștefești             | Scurtești, Târșoreni |
| Talea                | 24,85         | 1074                   | Talea                | Plaiu |
| Tătaru               | 20,42         | 969                    | Tătaru               | Podgoria, Siliștea |
| Târgșoru Vechi       | 48,46         | 9117                   | Strejnicu            | Stăncești, Târgșoru Vechi, Zahanaua |
| Teișani              | 29,38         | 3565                   | Teișani              | Bughea de Sus, Olteni, Ștubeiu, Valea Stâlpului |
| Telega               | 37            | 5523                   | Telega               | Boșilcești, Buștenari, Doftana, Melicești, Țonțești |
| Tinosu               | 18,10         | 2443                   | Tinosu               | Pisculești, Predești |
| Tomșani              | 44,56         | 4461                   | Tomșani              | Loloiasca, Măgula, Sătucu |
| Vadu Săpat           | 17,07         | 1678                   | Vadu Săpat           | Ghinoaica, Ungureni |
| Valea Călugărească   | 52,08         | 10657                  | Valea Călugărească   | Arva, Coslegi, Dârvari, Pantazi, Rachieri, Radila, Schiau, Valea Largă, Valea Mantei, Valea Nicovani, Valea Poienii, Valea Popii, Valea Ursoii, Vârfurile |
| Valea Doftanei       | 280           | 6162                   | Teșila               | Trăisteni |
| Vărbilău             | 42,06         | 6644                   | Vărbilău             | Coțofenești, Livadea, Podu Ursului, Poiana Vărbilău |
| Vâlcănești           | 27,86         | 3502                   | Vâlcănești           | Cârjari, Trestioara |